# Los Barrios
Los Barrios er en by og kommune i det sydlige Spanien i provinsen Cádiz. Den har et indbyggertal på 24.404 (2024) indbyggere.